# Per Sandberg
Per Sandberg, født 6. februar 1960 i Levanger, er en  norsk politiker for Fremskrittspartiet.
Sandberg var  Stortingsmedlem mellem 1997 og 2017 og første næstformand i Frp fra 2006 til 2018. Han var fiskeriminister i Erna Solbergs regering 2015–2018. Han trak sig som minister og næstformandformand i 2018 efter en rejse til Iran, som han gjorde sammen med sin kæreste. Der krænkede han flere af regeringen og det norske sikkerhedspolitis sikkerhedsbestemmelser.